# Grüner Pütz

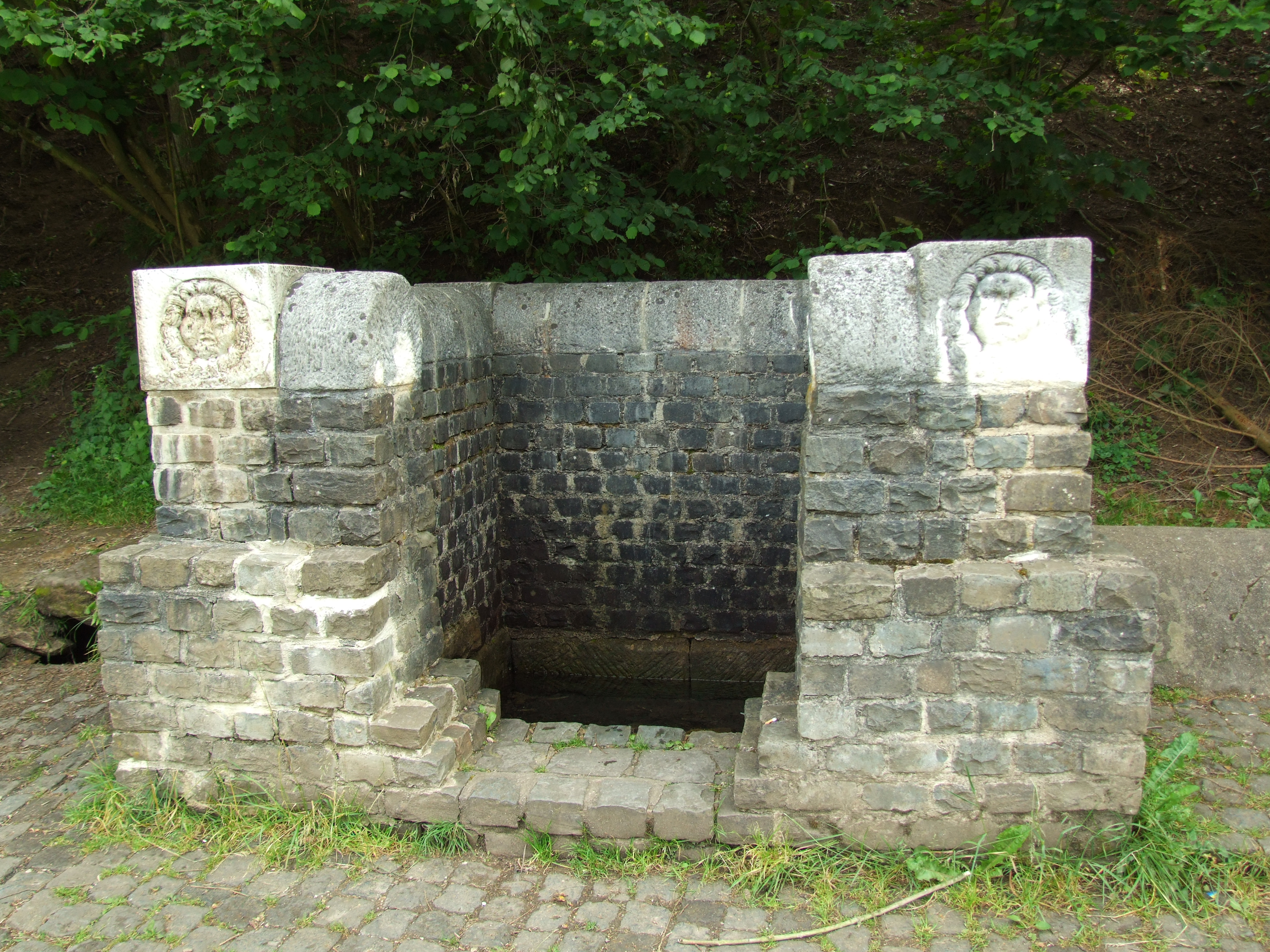
Bron van het Eifelaquaduct.

Grüner Pütz is de plaatselijke naam van een uiterwaard in het dal van de Urft in het district Nettersheim in de Duitse deelstaat Noordrijn-Westfalen. Het herbergt een van de bronnen van het Romeinse Eifelaquaduct, die Colonia Claudia Ara Agrippinensium, het hedendaagse Keulen, in de 2e eeuw en 3e eeuw na Christus van drinkwater voorzag. Zij werd door de Mechernicher ingenieur C.A. Eick Mitte in het midden van de 19e eeuw ontdekt. De bron en het daar op aansluitende kanaal zijn tot aan de baandijk heden ten dage weer volledig functioneel. Het water stroomt echter aan het eind van de baandam terug in de Urft.